# Leucoloma macrodon
Leucoloma macrodon là một loài Rêu trong họ Dicranaceae. Loài này được (Hook.) A. Jaeger mô tả khoa học đầu tiên năm 1872.